# Agapetes hyalocheilos
Agapetes hyalocheilos är en ljungväxtart som beskrevs av Airy Shaw. Agapetes hyalocheilos ingår i släktet Agapetes och familjen ljungväxter. Inga underarter finns listade i Catalogue of Life.